# Zumpango
Zumpango là một đô thị thuộc bang México, México. Năm 2005, dân số của đô thị này là 127988 người.